# 화이트 스완 (영화)
《화이트 스완》(영어: White Swan)은 2013년에 개봉한 미국의 영화이다.

## 줄거리
여전사로 변신한 발레리나!그녀의 처절한 복수가 시작된다!!
러시아의 유명 발레리나 마야는 성공한 미국 사업가 남편 마이클, 딸 니나와 함께 행복한 삶을 살고 있다. 그러던 어느 날, 알 수 없는 누군가의 음모로 마이클이 살해당하고 회사 재산인 수백만 달러의 채권이 사라지면서 경찰과 마피아 조직에게 쫓기는 신세가 된다. 급기야 동료의 질투로 코카인 소지 누명까지 쓴 채 감옥에 갇히게 된 마야. 수감 생활 중 니나마저 마피아 조직에게 납치되었다는 충격적인 소식을 듣게 된 마야는 더 이상 물러설 곳이 없다. 결국, 그녀는 딸의 목숨을 구하고 남편을 죽음으로 몰고 간 원수에게 복수를 맹세하며 변신을 시작하는데…

## 캐스팅
주연
- 소피아 스카이아 - 마야 역
- 크리스찬 슬레이터 - 마이클 역
- 콜 하우저 - 로먼 역

조연
- 앵거스 맥페이든 - 리차드 역
- 마리아나 칼리프만 - 니나 역